# إريك يوهانسن (لاعب كرة قدم)
إريك يوهانسن (بالبوكمول: Erik Johannessen) هو لاعب كرة قدم نرويجي في مركز حراسة المرمى، ولد في 20 مارس 1952 في ستافانغر في النرويج. شارك مع منتخب النرويج تحت 19 سنة لكرة القدم ومنتخب النرويج تحت 21 سنة لكرة القدم ومنتخب النرويج لكرة القدم. أما مع النوادي، فقد لعب مع نادي فيكينغ.

## وصلات خارجية
- إريك يوهانسن (لاعب كرة قدم) على موقع اتحاد النرويج (النرويجية)
- إريك يوهانسن (لاعب كرة قدم) على موقع قاعدة بيانات كرة القدم.إي يو (الإنجليزية)
- إريك يوهانسن (لاعب كرة قدم) على موقع عالم كرة القدم.نت (الإنجليزية)